# Porpidia islandica
Porpidia islandica är en lavart som beskrevs av Fryday 2005. Porpidia islandica ingår i släktet Porpidia och familjen Porpidiaceae.   Inga underarter finns listade i Catalogue of Life.